# Ptilona continua
Ptilona continua är en tvåvingeart som beskrevs av Hardy 1974. Ptilona continua ingår i släktet Ptilona och familjen borrflugor. Inga underarter finns listade i Catalogue of Life.